# Luigi Rossi Morelli
Luigi Rossi Morelli (Sarsina, 1887 – Imola, 1940) è stato un baritono italiano.

## Biografia
Ha studiato a Roma con Antonio Cotogni. Nel 1913 ha fatto il suo debutto al Teatro Grande di Brescia, come Wotan in La Valchiria. Nel 1914 ha avuto il suo primo grande successo come Klingsor nella première dell'opera Parsifal al Teatro Massimo di Palermo.
Nel 1915 Rossi Morelli ha avuto un grande successo al Teatro Regio di Torino in prima italiana di Madame Sans-Gene, di Umberto Giordano; nel 1918 presso il Gran Teatre del Liceu di Barcellona come ospite. Nel 1921 ha cantato al Teatro Costanzi di Roma nel Tristano e Isotta, Carmen, La Fanciulla del West e Aida. Nel 1923 si è esibito al Teatro Massimo di Palermo, nel 1924 al Teatro Dal Verme. Nel 1926 Rossi Morelli ha cantato al Teatro Costanzi, come Wotan in La Valchiria. Nel 1928 ha cantato la stessa parte alla Scala con Frida Leider, nel 1928 è Pizarro in Fidelio.
Allora era considerato come il baritono più significativo nell'opera di Wagner in Italia. È apparso alla Scala molteplici volte. Ha cantato alla Scala nella prima di Wolf-Ferrari Sly nonché presso le prime di Renzo Bianchi Proserpina (23 marzo 1938) e La Sagredo di Franco Vittadini (27 aprile 1930).
Nel 1935 e 1937 si trovava nell'opera italiana nei Paesi Bassi. Nel 1937 ha cantato a Roma, ancora una volta come Amfortas in Parsifal. Nel 1940 ha cantato l'ultima volta nella sua vita la parte di Pizarro in Fidelio al Teatro Massimo di Palermo.
Ha avuto grande successo anche in Sud America, dove è apparso al Teatro Colon di Buenos Aires, a Rio de Janeiro e San Paolo, anche.
Concluse la carriera nel 1940 pochi mesi prima della morte causata da una malattia incurabile.

## Esibizioni

### 1913
- Brescia, Teatro Grande. LA VALCHIRIA       (Wotan)
- Treviso, Teatro Sociale	ISABEAU (Re Raimondo)

### 1914
- Marzo, Palermo, Teatro Massimo, PARSIFAL (Klingsor) / RADDA di A.Cuscinà (Letzinski) / SALOME' (Jokannhan)
- Luglio, Brescia, Teatro Grande, PARSIFAL (Klingsor)
- Ottobre, Parma, Teatro Regio, MANON LESCAUT (Lescaut)
- Novembre, Genova, Politeama Genovese, AIDA (Amonasro) / CAVALLERIA RUSTICANA (Alfio)
- [?], Bologna, Teatro Comunale, PARSIFAL (Klingsor)

### 1915
- Dicembre, Milano, Teatro Dal Verme, MADAME SANS-GENE (Fouchè)
- [?], Torino Teatro Regio, LORELEY (Hermann) / MADAME SANS-GENE

### 1916
- Gennaio, Brescia, Teatro Grande, MADAME SANS-GENE (Fouchè)
- Maggio, Milano, Teatro Lirico, SUONA LA RITIRATA di D.Monleone (Storian)
- Giugno, Torino, Teatro Vittorio Emanuele, SUONA LA RITIRATA di D.Monleone (Storian)
- [?], Reggio Emilia, Teatro Municipale, AIDA (Amonasro) / FAUST (Valentino)

### 1917
- Maggio, Venezia, Teatro Rossini, ISABEAU (Re Raimondo)
- Ottobre, Vicenza, Teatro Eretenio, TOSCA (Scarpia)
- Dicembre, Barcellona, Teatro Liceo, LOHENGRIN (Telramondo)
- Dicembre, Madrid, Teatro Reale, SANSONE E DALILA (Sacerdote)
- [?], Napoli, Teatro San Carlo, CAVALLERIA RUSTICANA (Alfio) / LUCIA DI LAMMERMOOR (Enrico) / MADAME SANS-GENE (Fouchè) / PAGLIACCI (Tonio)

### 1918
- Gennaio, Barcellona, Teatro Liceo, IL VASCELLO FANTASMA
- Gennaio, Madrid, Teatro Reale, TRISTANO E ISOTTA (Kurvenaldo) / CAVALLERIA RUSTICANA (Alfio) / LOHENGRIN (Tetralmondo) / TOSCA (Scarpia)
- [Gennaio?], Lisbona, Coliseo Recrejos, BOHEME (Marcello) / CARMEN (Escamillo) / TOSCA (Scarpia) / TRAVIATA (Germont)
- Dicembre, Barcellona, Teatro Liceo, TOSCA (Scarpia)
- Dicembre, Madrid, Teatro Reale, AIDA (Amonasro) / BOHEME (Marcello) / CARMEN (Escamillo)
- [?], San Sebastian, Teatro Regina Victoria, STAGIONE
- [?], Santader, Teatro Principal, STAGIONE

### 1919
- Gennaio/marzo, Madrid, Teatro Reale, TOSCA (Scarpia) / ISABEAU (Re Raimondo) / LOUISE (Padre)
- Agosto, Rimini, Teatro Vittorio Emanuele, TOSCA (Scarpia)
- Settembre, Cento, Teatro Sociale, FANCIULLA DEL WEST (Rance)
- Settembre, Treviso, Politeama Garibaldi, TOSCA (Scarpia)
- Ottobre, Rovigo, Teatro Sociale De Paoli, TOSCA (Scarpia)
- Novembre/dicembre, Madrid, Teatro Reale, THAIS (Atanaele) / BOHEME (Marcello) / LA VALCHIRIA (Wotan)

### 1920
- Gennaio, Madrid, Teatro Reale, LOHENGRIN (Telramondo) / SALOME' (Jokannhan)
- Luglio, Rio de Janeiro, Teatro Municipal, ANDREA CHENIER (Gerard) / CARMEN (Escamillo) / ISABELLA ORSINI di R.Brogi (Paolo Orsini) / SALOME' (Jokannhan) / TOSCA (Scarpia) / LA VALCHIRIA (Wotan)
- Agosto, San Paolo, Teatro Municipal, ISABELLA ORSINI di R.Brogi (Paolo Orsini) / SALOME' (Jokannhan)
- Agosto, Montevideo, Teatro Urquiza, LOHENGRIN (Telramondo)
- Agosto, Buenos Ayres, Teatro Colon, LOHENGRIN (Telramondo) / PARSIFAL (Amfortas)
- Firenze, Politeama Fiorentino, WALKIRIA (Wotan)

### 1921
- Gennaio/aprile, Roma, Teatro Costanzi, AIDA (Amonasro) / CARMEN (Escamillo) / FANCIULLA DEL WEST (Rance) / PARSIFAL (Amfortas) / SALOME' (Jokannhan) / TRISTANO E ISOTTA (Kurvenaldo)
- Maggio/giugno, Buenos Ayres, Teatro Colon, CARMEN (Escamillo) / FANCIULLA DEL WEST (Rance) / SANSONE E DALILA (Sacerdote) / TOSCA (Scarpia) / TRISTANO E ISOTTA (Kurvenaldo)
- Luglio, Rio de Janeiro, Teatro Municipal, DANNAZIONE DI FAUST (Mefistofele) / PARSIFAL (Amfortas) / SANSONE E DALILA (Sacerdote) / TOSCA (Scarpia) / TRISTANO E ISOTTA (Kurvenaldo)
- Agosto, San Paolo, Teatro Municipal, DANNAZIONE DI FAUST (Mefistofele) / LOHENGRIN (Telramondo)

### 1922
- Gennaio/aprile, Roma, Teatro Costanzi, BOHEME (Marcello) / ISABELLA ORSINI di R.Brogi (Paolo Giorgio) / SANSONE E DALILA (Sacerdote) / TOSCA (Scarpia)
- Maggio/giugno, Buenos Ayres, Teatro Colon, CARMEN (Escamillo) / TOSCA (Scarpia)
- Settembre, Rio de Janeiro, Teatro Municipal, BOHEME (Marcello) / CARMEN (Escamillo) / CAVALLERIA RUSTICANA (Alfio) / DON CASMURRO di J.Gomes Jr. / ISABEAU (Re Raimondo) / TOSCA (Scarpia)
- Ottobre, San Paolo	Teatro Municipal, CARMEN (Escamillo) / CAVALLERIA RUSTICANA (Alfio) / DON CASMURRO di J.Gomes jr. / TOSCA (Scarpia)

### 1923
- Aprile/maggio, Palermo, Teatro Massimo, TOSCA (Scarpia) / ISABEAU (Re Raimondo)
- Dicembre, Venezia, Teatro La Fenice, FALSTAFF (Falstaff) / TOSCA (Scarpia)
- [?], Mirandola, Teatro Nuovo, TOSCA (Scarpia)
- [?], Recanati, Teatro Persiani, TOSCA (Scarpia)
- [?], Torino, Teatro Regio, SONNAMBULA (Rodolfo)

### 1924
- Gennaio/febbraio, Venezia, Teatro La Fenice, FRANCESCA DA RIMINI (Giovanni)
- Maggio/giugno, Milano, Teatro Dal Verme, AIDA (Amonasro) / GIOCONDO E IL SUO RE di G.Forzano (Re Astolfo)
- Settembre, Bagnacavallo, Teatro Comunale, LOHENGRIN (Tetralmondo)
- Ottobre, Lugo, Teatro Rossini, LOHENGRIN (Telramondo)
- Ottobre, Milano, Teatro Dal Verme, L'UOMO CHE RIDE di A.Pedrollo
- Novembre, Vigevano, Teatro Cagnoni, TOSCA (Scarpia)
- [?], Savona, Teatro Chiabrera, TOSCA (Scarpia)
- [?], Venezia, Teatro Malibran, L'UOMO CHE RIDE di A.Pedrollo

### 1925
- Giugno, Imola, Teatro Modernissimo, TOSCA (Scarpia)
- Settembre, Santiago del Cile, Teatro Municipal, LOHENGRIN (Telramondo) / MANON LESCAUT (Lescaut) / CARMEN (Escamillo) / MADAMA BUTTERFLY (Sharpless)
- Ottobre, Valparaiso, Teatro Victoria, MANON LESCAUT (Lescaut)
- Novembre, Concepcion, Teatro Concepcion, MANON LESCAUT (Lescaut) / TOSCA (Scarpia)
- Dicembre, Modena, Teatro Municipale, BORIS GODUNOV (Boris)
- [?], Firenze, Teatro Verdi, BORIS GODUNOV (Boris)
- [?], Trieste, Teatro Verdi, L'ABISSO di A.Smareglia

### 1926
- Maggio, Ravenna, Teatro Alighieri, TRISTANO E ISOTTA (Kurvenaldo)
- Dicembre, Bologna, Teatro Comunale, TRISTANO E ISOTTA (Kurvenaldo)
- [?], Brescia, Teatro Grande, BORIS GODUNOV (Boris)
- [?], Mantova, Teatro Sociale, LA VALCHIRIA (Wotan)
- [?], Padova, Teatro Verdi, BORIS GODUNOV (Boris)
- [?], Roma, Teatro Costanzi, GIOCONDO E IL SUO RE di G.Forzano (Re Astolfo) / LA VALCHIRIA (Wotan)
- [?], Trieste, Politeama Rossetti, BORIS GODUNOV (Boris)

### 1927
- Gennaio, Bologna, Teatro Comunale, TOSCA (Scarpia)
- Ottobre, Piacenza, Teatro Municipale, TOSCA (Scarpia)
- Ottobre, Trieste, Politeama Rossetti, TOSCA (Scarpia)
- [?], Milano, Teatro La Scala, LA VALCHIRIA (Wotan)
- [?], Como, Teatro Sociale, BORIS GODUNOV (Boris)
- [?], Mantova, Teatro Sociale, L'UOMO CHE RIDE di A.Pedrollo

### 1928
- [?], Milano, Teatro La Scala, FIDELIO (Pizarro) / ORO DEL RENO (Wotan) / SLY di E.Wolf Ferrari (Westmoreland) / LA VALCHIRIA (Wotan)

### 1929
- Giugno, Firenze, Teatro Comunale, TOSCA (Scarpia)
- Agosto, Cesena, Teatro Comunale, TOSCA (Scarpia)
- Agosto, Cornigliano, Teatro del Littorio, GIOCONDA (Barnaba)
- Settembre, Varese, Teatro Sociale, TOSCA (Scarpia)
- [?], Milano, Teatro La Scala, BORIS GODUNOV (Boris) / LOUISE (Padre) / PARSIFAL (Amfortas) / SLY di E.Wolf Ferrari (Westmoreland)
- [?], Napoli, Teatro San Carlo, TOSCA (Scarpia)

### 1930
- Settembre, Cesena, Teatro Comunale, BORIS GODUNOV (Boris)
- [?], Milano, Teatro La Scala, SAGREDO di P.Vittadini (Alvise) / ORO DEL RENO (Wotan) / TOSCA (Scarpia) / LA VALCHIRIA (Wotan)
- [?], Torino, Teatro Regio, IL VASCELLO FANTASMA (Olandese)

### 1931
- [?], Abbazia, Teatro Civico, TOSCA (Scarpia)
- [?], Milano, Teatro La Scala, BORIS GODUNOV (Boris) / IL VASCELLO FANTASMA (Olandese) / ORO DEL RENO (Wotan) / TRISTANO E ISOTTA (Kurvenaldo) / LA VALCHIRIA (Wotan)
- [?], Napoli, Teatro San Carlo, LOUISE (Padre)
- [?], Roma, Eiar, FANCIULLA DEL WEST (Rance)
- [?], Torino, Teatro Regio, BORIS GODUNOV (Boris)

### 1932
- [?], Napoli, Teatro San Carlo, FANCIULLA DEL WEST (Rance) / SONNAMBULA (Rodolfo) / TOSCA (Scarpia)
- [?], Roma, Eiar, BORIS GODUNOV (Boris)
- [?], Torino, Eiar, BORIS GODUNOV (Boris) / TOSCA (Scarpia) / LA VALCHIRIA (Wotan)

### 1933
- Gennaio, Milano, Teatro La Scala, SCHOVANSCINA (Dosifej)
- Giugno, Faenza, Teatro Masini, LOHENGRIN (Telramondo)
- Settembre, Cesena, Teatro Comunale, MIGNON (Lotario)
- Ottobre, Roma, Teatro Argentina, FANCIULLA DEL WEST (Rance)
- Dicembre, Genova, Teatro Carlo Felice, LA VALCHIRIA (Wotan)
- [?], Napoli, Teatro San Carlo, BORIS GODUNOV (Boris) / CAVALLERIA RUSTICANA (Alfio) / I MAESTRI CANTORI DI NORIMBERGA (Hans Sachs) / TOSCA (Scarpia)
- [?], Torino, Teatro Vittorio Emanuele, FANCIULLA DEL WEST (Rance)

### 1934
- Gennaio, Genova, Teatro Carlo Felice, BORIS GODUNOV (Boris)
- Febbraio, Roma, Teatro Costanzi, LA VALCHIRIA (Wotan)
- Aprile, Palermo, Teatro Massimo, FANCIULLA DEL WEST (Rance)
- Maggio, Genova, Teatro Margherita, TOSCA (Scarpia)
- Giugno, Livorno, Piazza Luigi Orlando, TOSCA (Scarpia)
- Agosto, Lanciano, Teatro Fenaroli, TOSCA (Scarpia)
- Agosto, Roma, Piazza Adriana, TOSCA (Scarpia)
- [?], Ferrara, Teatro Comunale, MIGNON (Lotario)
- [?], Torino, Eiar, SALOME' (Johkannan) / TOSCA (Scarpia)

### 1935
- Gennaio, Genova, Teatro Carlo Felice, PARSIFAL (Amfortas)
- Aprile, Firenze, Teatro Comunale, MOSE' di G.Rossini (Faraone)
- Giugno, Camogli, Teatro Principe di Piemonte, SONNAMBULA (Rodolfo)
- [?], Bagnacavallo, Teatro Comunale, MIGNON (Lotario)
- [?], Torino, Teatro Regio, ORO DEL RENO (Wotan) / WALKIRIA (Wotan)

### 1936
- Aprile, Camogli, Teatro Principe di Piemonte, MADAMA BUTTERFLY (Sharpless)
- Settembre, Bergamo, Teatro Donizetti, MIGNON (Lotario)
- Dicembre, Parma, Teatro Regio, TRISTANO E ISOTTA (Kurvenaldo)
- [?], Milano, Teatro La Scala, GIANNI SCHICCHI (Schicchi)
- [?], Napoli, Teatro San Carlo, LA VALCHIRIA (Wotan)
- [?], Roma, Eiar, LA FIGLIA DI JORIO di A.Franchetti (Lazaro)
- [?], Torino, Eiar, BORIS GODUNOV (Boris) / L'UOMO CHE RIDE di A.Pedrollo (Ursus)
- [?], Trieste, Teatro Verdi, PARSIFAL (Amfortas)

### 1937
- Febbraio, Genova, Teatro Carlo Felice, FIDELIO (Pizarro)
- Aprile, Modena, Teatro Municipale, TOSCA (Scarpia)
- Luglio, Genova, Stadio Marassi, TOSCA (Scarpia)
- [?], Bologna, Teatro Comunale, TRISTANO E ISOTTA (Kurvenaldo)
- [?], Milano, Teatro La Scala, FANCIULLA DEL WEST (Rance) / NOTTURNO ROMANTICO di R.Pick Mangiagalli (Conte Zeno) / TRISTANO E ISOTTA (Kurvenaldo)
- [?], Roma, Teatro Costanzi, PARSIFAL (Amfortas)
- [?], Roma, Eiar, LOUISE (Padre)
- [?], Trieste, Teatro Verdi, BORIS GODUNOV (Boris)

### 1938
- Gennaio, Genova, Teatro Carlo Felice, SCHOVANSCINA (Dosifej) / L'UOMO CHE RIDE di A.Pedrollo (Ursus)
- Aprile, Napoli, Teatro San Carlo, PARSIFAL (Amfortas)
- Agosto, Como, Aperto, FANCIULLA DEL WEST (Rance)
- Ottobre, Modena, Teatro Municipale, FANCIULLA DEL WEST (Rance)
- [?], Milano, Teatro La Scala, PROSERPINA di F.Bianchi (Polifemo) / TOSCA (Scarpia)
- [?], Reggio Emilia, Teatro Municipale, TOSCA (Scarpia)
- [?], Roma, Eiar, GIANNI SCHICCHI (Schicchi) / TABARRO (Michele)
- [?], Treviso, Teatro Sociale, TOSCA (Scarpia)
- [?], Trieste, Teatro Verdi, TRISTANO E ISOTTA (Kurvenaldo)

### 1939
- Marzo, Milano, Teatro La Scala, FEDRA di I.Pizzetti / FIDELIO (Pizarro)
- Aprile, Palermo, Teatro Massimo, FANCIULLA DEL WEST (Rance) /  LA VALCHIRIA (Wotan)
- Luglio, Cremona, Piazza Comunale, TOSCA (Scarpia)
- Dicembre, Genova, Teatro Carlo Felice, TOSCA (Scarpia)
- [?], Como, Teatro Sociale, TOSCA (Scarpia)
- [?], Trieste, Teatro Verdi, FANCIULLA DEL WEST (Rance)

### 1940
- Gennaio, Novara, Teatro Coccia, FANCIULLA DEL WEST (Rance)
- Aprile, Palermo, Teatro Massimo, FIDELIO (Pizarro) / TOSCA (Scarpia)

## Discografia
Ha lasciato traccia della sua voce in alcuni test incisi per la Edison, probabilmente a Palermo in occasione della partecipazione alla locale stagione lirica. Lo scoppio della Grande Guerra ne impedì la pubblicazione.
Vi sono inoltre le incisioni per la Eiar effettuate le corso degli anni.